# Philipp V. von Waldeck
Philipp V. von Waldeck, genannt „der Taube“ (* 1519/1520; † 5. März 1584 in Hückeswagen) war ein aus dem Haus Waldeck stammender Geistlicher.

## Leben
Er war der erstgeborene Sohn der zweiten Ehe Philipps III. mit Anna von Kleve. Für den geistlichen Stand bestimmt, wurde er 1530 Domherr zu Köln, später auch zu Straßburg, empfing aber nur die niederen Weihen. 1536 war er als Student in Köln immatrikuliert. Nach dem 1567 erfolgten Tod seiner Mutter heiratete er Elisabeth von Elssen. Die Ehe blieb kinderlos. Seine Witwe starb bereits wenige Monate nach ihm im Juni 1584.